# Dracula Unleashed
Dracula Unleashed is een computerspel ontworpen door ICOM Simulations en in 1993 uitgebracht door Viacom voor Mega-CD en DOS platforms. Het was een van de eerste spellen waarin full motion video een integraal onderdeel was van het spel. Het spel is het vervolg op het boek "Bram Stoker's Dracula".

## Verhaal
De speler bestuurt het personage Alexander Morris, een jonge ondernemer uit Texas, tijdens de winter van 1899. Morris woont in Londen en wil zich verloven met Annisette Bowen. Alexander zijn oudere broer Quincey Morris, die ook in Engeland leefde, is 10 jaar eerder gestorven.
Quincey was bevriend met lord Arthur Holmwood. Wanneer deze laatste verneemt dat Alexander in Londen is, wil hij hem lid maken van de mysterieuze en exclusieve Hades Club. Dan verneemt Alexander dat zijn broer tot een groep behoorde die de legendarische vampier Graaf Dracula doodde. Nu blijkt dat Dracula is verrezen en de straten terug onveilig maakt.
De speler dient Alexander Morris te leiden naar diverse plaatsen in Londen over een periode van 4 dagen. Morris dient op de correcte dag, tijdstip en met bepaalde items op die locatie te zijn. Naargelang wat de speler kiest, krijgt hij een bepaald videofragment te zien van een in totaal bijna 90 minuten durende film. Het spel kan pas uitgespeeld worden, wanneer de correcte volgorde wordt gevonden. Bij een onjuiste volgorde kan Morris vermoord of gearresteerd worden, kan Annisette of iemand anders van de Hades Club om het leven komen en wordt het spel afgebroken.

## Kritiek
Door de opkomst van cd-rom verschenen in de eerste helft van de jaren 1990 een nieuw soort van computerspellen waarbij interactieve video de overhand nam. Dracula Unleashed is hier een voorbeeld van. De trend heeft niet al te lang geduurd: de toenmalige hardware en videokaarten waren niet geschikt waardoor de kwaliteit van de film in veel gevallen ondermaats was. Zo kon de SEGA-console slechts 64 kleuren gelijktijdig tonen. Ook waren de acteerprestaties en plot van veel spellen gewoonweg slecht.
Desondanks is Dracula Unleashed een spel dat wel een goede plot en cast heeft. Het probleem is dat de speler via trial-and-error de juiste volgorde van acties dient te vinden. Zodra hij een fout maakt, is het spel afgelopen en dient hij opnieuw te beginnen. Een savegame inladen is niet altijd voldoende: als men eerder iets heeft gemist, zal men weer vast komen te zitten. Hierdoor dient de speler regelmatig terug van voor-af-aan te beginnen en wordt het spel saai doordat men steeds terug dezelfde filmfragmenten krijgt te zien.
Daarnaast diende de speler zijn savegames te bewaren onder een zelfgekozen naam. Men kon echter geen naam selecteren met standaard karakters, maar diende symbolen aan te klikken. Om een savegame weer in te laden, diende de speler zich de overeenkomstige symbolen nog te herinneren en weer correct in te geven. Veel savegames gingen verloren omdat de speler zich de gekozen symbolen niet meer herinnerde.

## Dvd
In 2002 werd het spel opnieuw uitgebracht door Infinite Ventures, Inc., ditmaal voor dvd. Het spelverloop is min of meer hetzelfde, maar de video is nu in dvd-kwaliteit. Aangezien een film op dvd interactieve menu's heeft, is het spel niet meer direct afhankelijk van een bepaald platform. Het kan gespeeld worden op eender welke dvd-speler of pc, spelcomputer, mits die een dvd-speler heeft.
Als extra bevat de dvd informatie over hoe het spel werd gemaakt en enkele bloopers.
Er zijn een paar kleine verschillen tussen de versie uit 1993 (cd) en 2002 (dvd):
- Op de cd-versie wordt de film getoond in een soort van houten frame. Dit houten frame is niet meer aanwezig op de dvd-versie.
- Wanneer men op de cd-versie een koets nam, zei de koetsier een bepaalde (willekeurige) begroeting. Deze begroetingen zijn niet meer aanwezig op de dvd.
- Op de cd-versie kon men tijdens de nacht gearresteerd worden wanneer men iemand trachtte te bespieden aan de boekenwinkel. Dit is niet meer mogelijk op de dvd-versie.
- De cd-versie bevat een versie van Carl Orffs O Fortuna gebracht door een symfonisch orkest en koor. Op de dvd-versie werd dit vervangen door een versie op synthesizer.